# Walter Cortés
Walter Eduardo Cortés Pérez (San José, 5 febbraio 2000) è un calciatore costaricano, difensore del Santos de Guápiles.

## Carriera

### Club
È cresciuto nelle giovanili del Saprissa, club con cui ha esordito nella massima serie costaricana nel 2020.

### Nazionale
Con la nazionale costaricana Under-17 ha preso parte al campionato mondiale di calcio Under-17 2017 e al campionato nordamericano di calcio Under-17 2017 e con la nazionale costaricana Under-20 ha preso parte al campionato nordamericano di calcio Under-20 2018.

## Statistiche

### Presenze e reti nei club
Statistiche aggiornate al 22 novembre 2021.
| Stagione        | Squadra         | Campionato      | Campionato | Campionato | Coppe nazionali | Coppe nazionali | Coppe nazionali | Coppe continentali | Coppe continentali | Coppe continentali | Altre coppe | Altre coppe | Altre coppe | Totale | Totale |
| Stagione        | Squadra         | Comp            | Pres       | Reti       | Comp            | Pres            | Reti            | Comp               | Pres               | Reti               | Comp        | Pres        | Reti        | Pres   | Reti   |
| --------------- | --------------- | --------------- | ---------- | ---------- | --------------- | --------------- | --------------- | ------------------ | ------------------ | ------------------ | ----------- | ----------- | ----------- | ------ | ------ |
| mar.-ott. 2019  | Bethlehem Steel | USLC            | 27         | 3          |                 | -               | -               |                    | -                  | -                  |             | -           | -           | 27     | 3      |
| nov. 2019-2020  | Saprissa        | PD              | 9          | 0          |                 | -               | -               | CCL                | 1                  | 0                  |             | -           | -           | 10     | 0      |
| 2020-2021       | Saprissa        | PD              | 8          | 0          |                 | -               | -               | CCL+CL             | 2+0                | 0                  |             | -           | -           | 10     | 0      |
| 2021-2022       | Saprissa        | PD              | 6          | 0          |                 | -               | -               |                    | -                  | -                  |             | -           | -           | 6      | 0      |
| Totale Saprissa | Totale Saprissa | Totale Saprissa | 23         | 0          |                 | -               | -               |                    | 3                  | 0                  |             | -           | -           | 26     | 0      |
| Totale carriera | Totale carriera | Totale carriera | 50         | 3          |                 | -               | -               |                    | 3                  | 0                  |             | -           | -           | 53     | 3      |